# Wstęgor polarny
Wstęgor polarny (Trachipterus arcticus) – gatunek ryby z rzędu  strojnikokształtnych z rodziny wstęgorowatych (Trachipteridae).

## Występowanie
Występuje w północnym Atlantyku od Islandii i Norwegii do Wysp Brytyjskich.
Ryba głębinowa, żyjąca w strefie otwartej toni na głębokości od 500 do 600 m. Mimo że jest to ryba występująca często, bardzo rzadko można ją zobaczyć żywą. Natomiast w rejonie Islandii spotyka się setki martwych ryb tego gatunku.

## Cechy morfologiczne
Osiąga maksymalnie do 300 cm długości. Ciało bardzo długie, wstęgowate, bardzo cienkie. Głowa mała z dużymi oczami i krótkim pyskiem. Otwór gębowy mały, skierowany skośnie do góry. Płetwa grzbietowa bardzo długa, ciągnąca się od głowy prawie do płetwy ogonowej. Płetwy piersiowe i brzuszne bardzo małe. Płetwy odbytowej brak. Płetwa ogonowa wachlarzowata skierowana do góry.
Ubarwienie srebrzyście mieniące się, pokryte wzdłuż linii grzbietu licznymi okrągłymi ciemnymi plamami. Płetwy koloru szkarłatnego.

## Odżywianie
Żywi się bezkręgowcami i małymi rybami.

## Rozród
Dojrzałość płciową osiąga w wieku około 14 lat przy długości ciała około 240 cm. Samica składa do 500 000 jaj, które pływają swobodnie w wodzie, podobnie larwy.